# غلين روس (رياضي)
غلين روس (بالإنجليزية: Glenn Ross)‏ (و. 1971  م) هو رياضي، ورافع أثقال ‏ بريطاني، ولد في مقاطعة داون.